# Katerina Veronika Anna Dusíkova
Katerina Veronika Elisabeta Anna Dusíková, née le 8 mars 1769 et morte le 24 mars 1833, est une chanteuse, harpiste, pianiste et compositrice originaire du royaume de Bohême,,. Elle est aussi connue sous les noms de Veronika Rosalia Dusik (Dussek), Veronika Elisabeta Dusíková et Veronica Cianchettini.

## Biographie
Elle est née à Čáslav, en Bohême. Elle commence ses études de musique avec son père organiste, Jan Josef Dusik,. Elle déménage ensuite à Londres pour rester avec son frère, le compositeur Jan Ladislav Dussek. Elle s'est mariée avec l'éditeur de musique Francesco Cianchettini,.
Elle meurt à Londres en 1833,.

## Œuvres
Dusiková a composé des œuvres comprenant deux concertos pour piano et plusieurs œuvres pour piano seul,.
- Sonate, op. 8 pour piano
- Variations sur un air romain pour piano